# Rockstar Advanced Game Engine
De Rockstar Advanced Game Engine (meestal afgekort tot RAGE) is een game engine van Rockstar Games. De engine is ontwikkeld voor de PC, PS3, Wii, Xbox 360 PS4 en Xbox One door Rockstar San Diego, nadat RenderWare (de engine die voor de GTA III era GTA's werd gebruikt) werd opgekocht door Electronic Arts.

## Spellen van Rockstar
Rockstar Games presents Table Tennis is het eerste spel dat gebruikmaakt van deze engine. GTA IV is het eerste spel in de Grand Theft Auto-reeks dat gebruikmaakt van de Rockstar Advanced Game Engine. 
Spellen die de RAGE-engine gebruiken:
- Rockstar Games presents Table Tennis
- Grand Theft Auto IV (Grand Theft Auto IV: The Lost and Damned, Grand Theft Auto IV: The Ballad of Gay Tony)
- Midnight Club: Los Angeles
- Red Dead Redemption
- Red Dead Redemption: Undead Nightmare
- Max Payne 3
- Grand Theft Auto V
- Red Dead Redemption 2
- Grand Theft Auto VI